# Касталия
Калсталия в древногръцката митология е девойка от Делфи. Преследвана от Аполон близо до светилището на бога, тя се хвърлила в извора, който бил наречен на нейно име и посветен на Аполон. Така в древногръцката митология Касталия става името на вълшебния извор в подножието на Парнас, където Аполон води деветте музи и съпровожда песните им със златната си лира.
Според друга традиция Касталия била дъщеря на цар Делф. От него имала син Касталий, който царувал в Делфи след смъртта на баща си.